# Jagdschloss Lambsheim

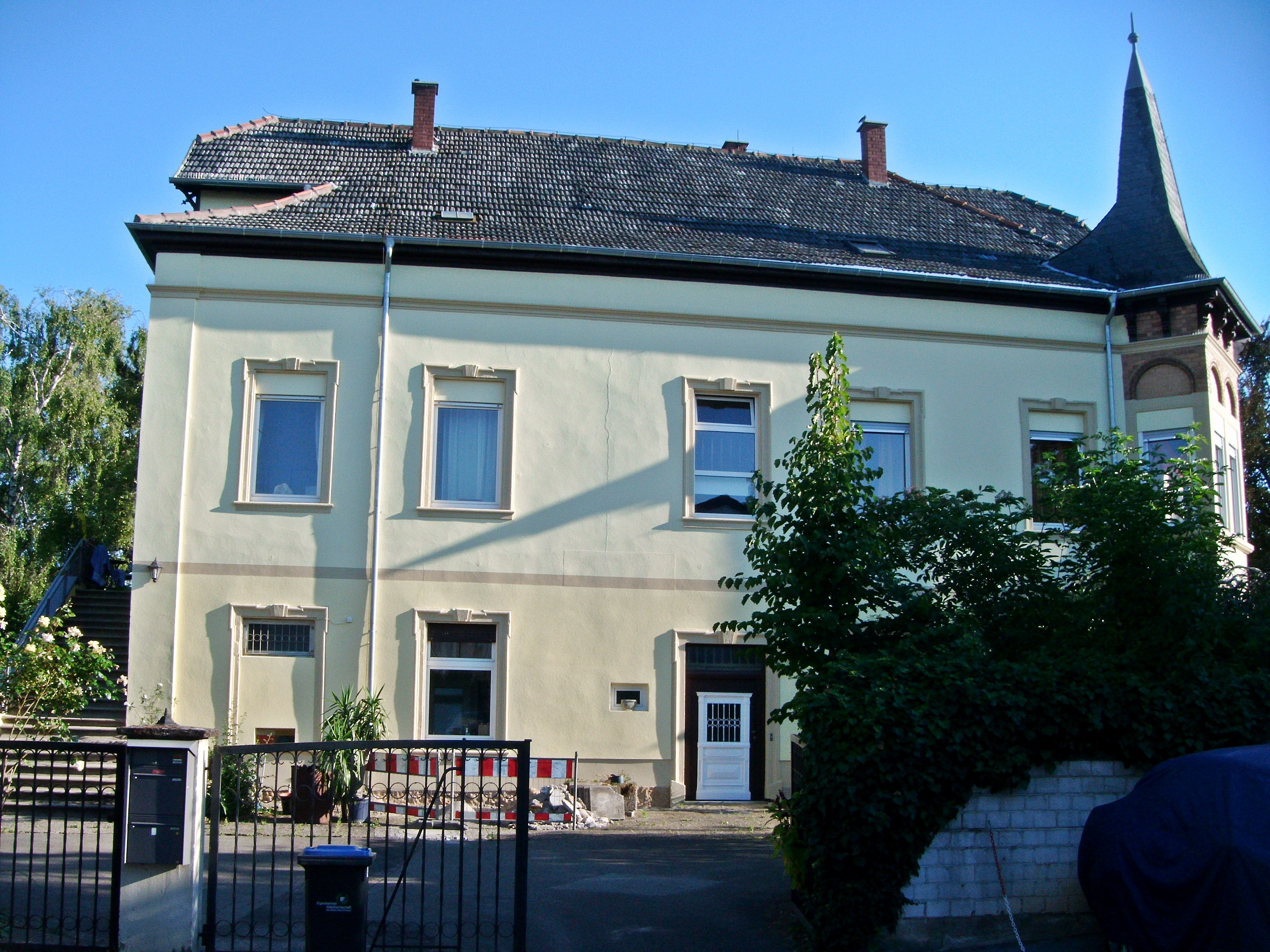
Jagdschloss Lambsheim von Norden

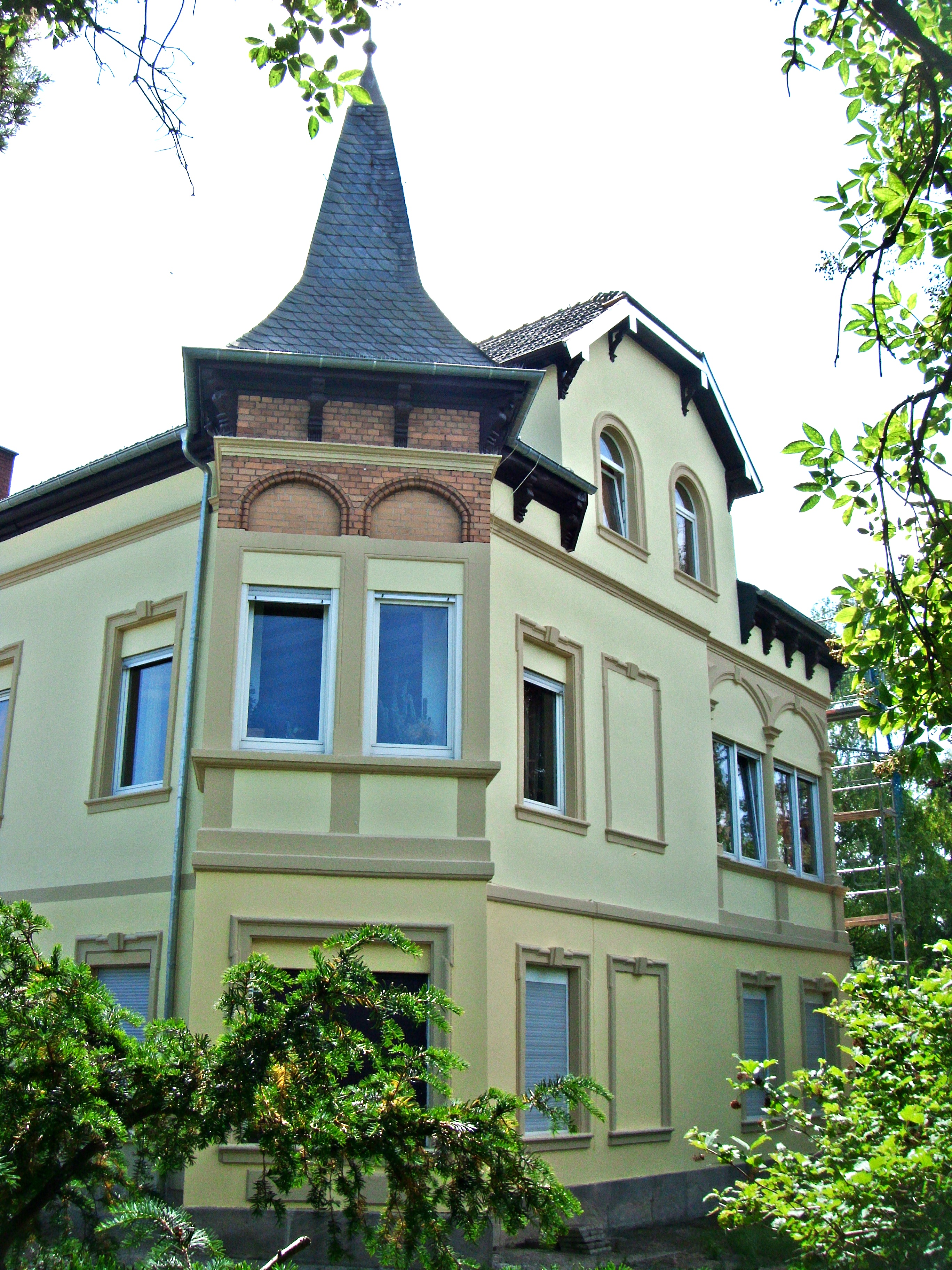
Das Jagdschloss Lambsheim von Nordwesten

Das ehemalige Jagdschloss Lambsheim befindet sich in der Straße Am Schlossgarten 14 in Lambsheim.

## Geschichte
Das Schlossgelände liegt nordwestlich der Isenach und wurde von dort mittels eines künstlichen Grabens bewässert, weshalb schon Ritter Sebastian I. von Meckenheim 1550 hier ein Gartengelände besaß, das den Namen Weihergarten trug. Damals befand sich der Platz im Freigelände, südlich von Lambsheim, nahe der (noch existenten) Mühle. Inzwischen ist das Dorf drum herum und darüber hinaus gewachsen.
Den genannten Weihergarten erwarb Anfang des 18. Jahrhunderts der kurpfälzische General Johann Wilhelm von Efferen († 1724) und ließ dort 1706 das Jagdschloss als Landsitz erbauen. Zeitgleich hatte er auch das Meckenheimersche Schloss im Ortskern (Junkergasse) gekauft.
Nach seinem Tod wurden beide Schlösser 1725 an Freiherrn Ludwig Anton von Hacke veräußert. Er war kurpfälzer Oberstforst- und Oberstjägermeister, sowie Inhaber der eigenständigen Herrschaft Trippstadt, hielt sich aber meist in Mannheim auf. Als Waldkenner und -liebhaber ließ er am Jagdschloss den Park erweitern und mit seltenen Bäumen bzw. Pflanzen bestücken; es wurde dauerhaft ein Gärtner beschäftigt. Für Freiherrn von Hacke stellte das Lambsheimer Jagdschloss ein Freizeitidyll nahe der Residenzstadt Mannheim dar, in das er sich immer wieder zurückzog. Selbst Kurfürst Karl Theodor kam hierher zu Besuch, wie seine Gattin Elisabeth Auguste von Pfalz-Sulzbach in einem Brief vom 30. April 1743 an ihren Schwager Clemens Franz de Paula von Bayern vermerkte: „Gestern sind wir in Lambsheim bei der Hack gewesen, wo der schönste Garten der Welt ist.“
In der Franzosenzeit enteignete man die Familie von Hacke und der Lambsheimer Müller Georg Reudelhuber ersteigerte die Liegenschaft. Über ihn kam sie an seinen Enkel, den Arzt und späteren Reichstagsabgeordneten Ludwig Philipp Groß († 1894), der das Anwesen 1890 umbaute und erweiterte. Bis heute blieb das Jagdschloss in Privatbesitz und ist als barocker Adelssitz außerhalb der historischen Ortsbefestigung von historischer Bedeutung.

## Baubestand
Der zweigeschossige Putzbau mit großer Freitreppe wurde als Wasserschloss angelegt und von einem Garten umgeben. 1890 erfolgte ein Umbau im Stil des Historismus, wobei die barocke Grundstruktur, besonders im Erdgeschoss, weitgehend erhalten blieb.
Ab 1968 wurde der Garten größtenteils bebaut und die Wassergräben zugeschüttet. Zum Jagdschloss gehörte das ebenfalls 1706 erbaute Verwaltungsgebäude (Mühltorstraße 25), das 1936 der Gemeinde geschenkt wurde. Der zweieinhalbgeschossige Winkelbau wurde zunächst als Einnehmerei, dann als Wohnhaus genutzt. Seit seiner Renovierung 1991 dient es als Rathaus.